# Stygimoloch

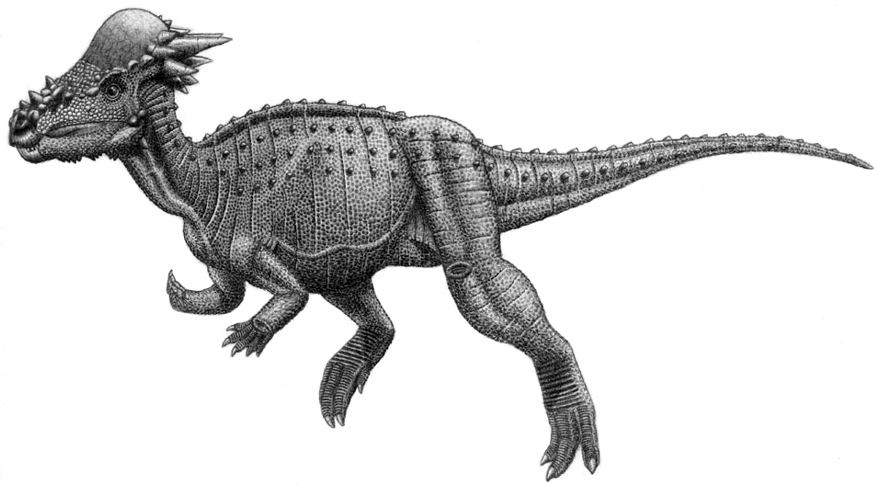
Zeichnerische Rekonstruktion eines noch nicht beschriebenen Pachycephalosauriers („Triebold-Exemplar“), möglicherweise handelt es sich dabei um Stygimoloch

Stygimoloch  ist eine Gattung der Vogelbeckensaurier (Ornithischia) aus der Gruppe der Pachycephalosauria. Wie alle Vertreter dieser Dinosauriergruppe wies er ein verdicktes Schädeldach auf, charakteristisch waren die langen Stacheln am Hinterkopf. Es gibt nur eine Art, Stygimoloch spinifer.

## Merkmale
Stygimoloch war mit geschätzten 3 Metern Länge ein mittelgroßer Pachycephalosaurier. 
Das verdickte Schädeldach bildete sich wie bei allen Pachycephalosauriern aus dem zusammengewachsenen Stirn- und Scheitelbein (Frontoparietale), die Schädelkuppe war wie bei kaum einem anderen Vertreter dieser Dinosauriergruppe aufgewölbt und sehr spitz. Der Schädel war mit zahlreichen kleinen knöchernen Höckern, unter anderem auf dem Nasen- und Schuppenbein, verziert. Am Hinterkopf befanden sich außerdem zwei rund 10 Zentimeter lange, nach hinten ragende Hörner neben einigen kleineren Hörnern.

## Paläobiologie
Vermutlich waren wie bei allen Pachycephalosauriern die Hinterbeine deutlich länger als die Vorderbeine und Stygimoloch bewegte sich biped (zweibeinig) fort. Möglicherweise hielt er wie andere Vertreter dieser Gruppe die Wirbelsäule beim Laufen waagrecht und der durch verknöcherte Sehnen versteifte Schwanz diente als Gegengewicht. Seine Nahrung dürfte vorwiegend aus Pflanzenmaterial bestanden haben.
Diskutiert wird die Funktion des verdickten Schädeldachs und der Stacheln. Erwogen wird wie bei anderen Pachycephalosauriern, dass mit den Schädeln Rammduelle durchgeführt wurden, etwa um das Paarungsvorrecht. Dem hält Kenneth Carpenter entgegen, dass aufgrund des aufgewölbten Schädels die Aufprallfläche für solche Zweikämpfe zu klein gewesen sei. Er hält es für denkbar, dass die Tiere bei Zweikämpfen versucht haben, die Flanken ihres Gegners zu treffen. Maryańska et al. halten es für denkbar, dass bei Stygimoloch im Gegensatz zu anderen Pachycephalosauriern die Schädelkuppe und die Stacheln lediglich der Zurschaustellung gedient haben und nicht bei Auseinandersetzungen eingesetzt wurden.

## Entdeckung und Benennung
Fossile Überreste von Stygimoloch wurden in den US-Bundesstaaten North Dakota, Wyoming und Montana gefunden, sie werden in die Oberkreide (spätes Maastrichtium) auf ein Alter von ca. 69 bis 66 Millionen Jahre datiert. 
Die Gattung wurde 1983 von Galton & Sues erstbeschrieben, Typusart und einzig bekannte Art ist S. spinifer. Der Gattungsname leitet sich von Styx, einem Höllenfluss der griechischen Mythologie, und Moloch, einem Dämon der hebräischen Tradition, ab. Namensgebend war die Hell-Creek-Formation (Hell Creek = „Höllenbach“) in den US-amerikanischen Bundesstaaten Montana und Wyoming, aus deren Gestein bisher fünf fragmentarische Schädel geborgen werden konnten.

## Systematik
Die systematische Stellung von Stygimoloch innerhalb der Pachycephalosaurier ist nicht genau geklärt. R. Sullivan ordnet ihn als engen Verwandten von Pachycephalosaurus und Dracorex in die Pachycephalosaurini ein, eine kladistische Untersuchung von Maryańska et al. sieht in ihm hingegen einen urtümlicheren Vertreter. Nach neueren Untersuchungen könnte es sich bei Stygimoloch um halbwüchsige, fast geschlechtsreife Exemplare von Pachycephalosaurus handeln.